# Рукн ад-Дін Абу Бакр
Рукн ад-Дін Абу Бакр (*д/н — 1245) — 1-й малік Держави Куртів у 1244—1245 роках. Відомий також як Рукн ад-Дін I.

## Життєпис
За походженням був таджик. Походив із клану Шансабані. Син Тадж ад-Дін Усман аль-Маргіні, військового командира фортеці Хайсар. Завдяки своєму братові Ізз ад-діну Умару, що був візиром султана Абул-Фатіх Ґорі, зробив гарну військову кар'єру, згодом оженившись на доньці останнього чи його брата Мухаммад Ґорі. Від цього шлюбу в містечку Маргін народився Рукн ад-Дін Абу Бакр.
Отримавши значні володіння в області Гур він вимушений був визнати владу хорезмшахів. Він дістав прізвисько Курт, що перекладається як «настирливий», «завзятий». Від цього пішла назва усієї династії.
Лише після поразки хорезмшахів від монголів на чолі із Чингізханом у 1220 році зумів звільнитися від влади. В цей час на території Гуру, Хорасану та Сістану почався безлад, оскільки влада монголів ще не встановилася, а влада хорезмшахів практично припинилася, незважаючи на спроби Джелал ад-Діна Мекбурни. У 1220-х роках Абу Бакр Курт захопив Гур, де Чингісхан затвердив Рукн ад-Діна намісником. У 1236 році Курти домоглися прийняття рішення про відбудову Герату, яке доручено Рукн ад-Діну.
У 1230-х роках році Рукн ад-Дін заснував в горах невеличке володіння під зверхністю монголів, отримавши титул маліка. Втім, лише у 1244 році володіння і статус було підтверджено. Своєю столицею зробив фортецю Хайсар. Помер 1245 року. Йому спадкував син Шамс ад-Дін Мухаммад .